# Rhabdophera
Rhabdophera là một chi bướm đêm thuộc họ Erebidae.

## Loài
- Rhabdophera arefacta (Swinhoe, 1884)